# James Storme
Pour les articles homonymes, voir Storme.
James Storme est un  ancien joueur et entraîneur de football belge né le 12 avril 1943.
Ancien milieu de terrain de l'ARA La Gantoise et du Standard de Liège dans les années 1960, il a fait une carrière d'entraîneur dans les années 1990.

## Palmarès
- Vainqueur de la Coupe de Belgique en 1964 avec l'ARA La Gantoise